# Federația Națională Autonomă de Fotbal din Honduras
Federația Națională Autonomă de Fotbal din Honduras (FENAFUTH) este forul ce guvernează fotbalul în Honduras. Se ocupă de organizarea echipei naționale.